# Arthur Wieferich
Arthur Josef Alwin Wieferich (27 avril 1884 - 15 septembre 1954) est un mathématicien et enseignant allemand, connu pour ses travaux sur la théorie des nombres, comme en témoigne un type de nombres premiers qui porte son nom.

## Biographie
Il est né à Münster, fréquente l'Université de Münster (1903-1909) et travaille ensuite comme professeur d'école et précepteur jusqu'à sa retraite en 1949. Il se marie en 1916 et n'a pas d'enfants.
Wieferich abandonne ses études après avoir obtenu son diplôme et ne publie aucun article après 1909. Sa réputation mathématique est fondée sur cinq articles qu'il a publiés alors qu'il est étudiant à Münster.
- « Beweis des Satzes, daß sich eine jede ganze Zahl als Summe von höchstens neun positiven Kuben darstellen läßt », Mathematische Annalen, vol. 66,‎ 1908, p. 95–101 (DOI 10.1007/BF01450913, S2CID 121386035).
- Arthur Wieferich, « Über die Darstellung der Zahlen als Summen von Biquadraten », Mathematische Annalen, vol. 66,‎ 1908, p. 106–108 (DOI 10.1007/BF01450915, S2CID 119483487, lire en ligne).
- « Zur Darstellung der Zahlen als Summen von fünften und siebenten Potenzen positiver ganzer Zahlen », Mathematische Annalen, vol. 67,‎ 1909, p. 61–75 (DOI 10.1007/BF01451870, S2CID 121732068).
- Arthur Wieferich, « Zum letzten Fermat'schen Theorem », Journal für die reine und angewandte Mathematik, vol. 136,‎ 1909, p. 293–302 (DOI 10.1515/crll.1909.136.293, S2CID 118715277).
- Arthur Wieferich, « Zur Dreiecksgeometrie », Journal für die reine und angewandte Mathematik, vol. 136,‎ 1909, p. 303–305 (DOI 10.1515/crll.1909.136.303, S2CID 199546790).

Les trois premiers articles sont liés au problème de Waring. Son quatrième article conduit au terme premier de Wieferich, qui sont les nombres premiers {\displaystyle p} tels que {\displaystyle p^{2}} divise {\displaystyle 2^{p-1}-1.}